# Cody Lane
Carla Rebecca Rushing (Louisville, Kentucky, 28 de noviembre de 1986-Ibídem, 9 de enero de 2021), conocida artísticamente como Cody Lane, fue una actriz pornográfica estadounidense.
En 2007 participó activamente en el portal de la empresa, Bang Bros. En 2017 se retiró de la industria.
El 16 de diciembre de 2020, fue atropellada cuando intentaba cruzar una calle muy cerca de su casa, falleció el 9 de enero de 2021.